# Kolonigué
Kolonigué è un comune rurale del Mali facente parte del circondario di Koutiala, nella regione di Sikasso.
Il comune è composto da 12 nuclei abitati:
- Farakoro
- Faraoula
- Hermakono
- M'Peresso
- Molobala (centro principale)
- N'Tosso
- Sogo
- Sokourani
- Sougoulasso
- Sousoula
- Tarasso 1
- Tarasso 2